# Pierre Vachon
Pierre Vachon (Avignone, 3 giugno 1738 – Berlino, 7 ottobre 1803) è stato un compositore francese.
Vachon compose una trentina di quartetti d'archi (di cui è considerato l'iniziatore in Francia assieme a Gossec e Capron), varie opere di musica da camera, opere e pezzi orchestrali. Studiò violino con Carlo Chiabrano (Charles Chabran) a Parigi ed eseguì per la prima volta due dei suoi concerti per violino al Concert Spirituel il 24 dicembre 1756. Si esibì anche come primo violino nell'orchestra del principe di Conti.

## Opere selezionate
- Op. 1, sei suonate per violino e basso continuo
- Op. 4, trio per due violini e basso continuo
- Op. 5 (1775 ca), 6 quartetti d'archi[1]

1. In la maggiore
2. In sol minore
3. In fa minore
4. In si bemolle maggiore
5. In la maggiore
6. In mi bemolle maggiore

- Op. 6 (1776), 6 quartetti d'archi, pubblicati a Londra, diversi dall'op. 6 del 1773

1. In re maggiore

- Op. 7 (1773), sei quartetti d'archi[1]

1. In fa maggiore
2. In re maggiore
3. In mi bemolle maggiore
4. In si bemolle maggiore
5. In re minore
6. In do minore

- Op. 9 (1774), sei quartetti d'archi (perduti)
- Op. 11 (1782), sei quartetti d'archi

1. In la maggiore
2. In mi maggiore
3. In sol maggiore
4. In si maggiore
5. In fa minore
6. In do minore

- Renaud D'Ast, opera, commedia in due atti intervallata da ariette, 12 ottobre 1765[2].
- Les Femmes et le Secret, commedia intervallata da ariette, da una favola di Jean de La Fontaine, 9 novembre 1767.
- La contadina scozzese, opera in due atti, 8 maggio 1773.